# Dieidolycus
Dieidolycus – rodzaj ryb z rodziny węgorzycowatych (Zoarcidae).

## Klasyfikacja
Gatunki zaliczane do tego rodzaju:
- Dieidolycus adocetus
- Dieidolycus gosztonyii
- Dieidolycus leptodermatus